# Donnchadh, 4. Earl of Angus
Donnchadh, 4. Earl of Angus (engl. Duncan, † zwischen 1211 und 1214), war ein schottischer Adeliger.

## Leben
Sein Vater war Gille Críst, 3. Earl of Angus, der Name seiner Mutter ist unbekannt. Nach dem Tod seines Vaters um das Jahr 1204 übernahm er dessen Erbe als Earl of Angus.
Aus seinem Leben sind nur wenige Details bekannt: In der Zeit zwischen 1198 und 1204 wurde er in verschiedenen Schriftstücken seines Vaters genannt. Wie schon vor ihm sein Großvater und sein Vater unterstützte er mit Schenkungen das Kloster in Arbroath; von ihm unterzeichnet sind mehrere Urkunden aus den Jahren zwischen 1204 und 1211 erhalten, eine davon wurde von Wilhelm dem Löwen beglaubigt. Er starb spätestens 1214.
Donnchadh war einmal verheiratet, der Name seiner Ehefrau ist jedoch nicht überliefert. Aus dieser Ehe stammten mindestens zwei Söhne; Maol Choluim, späterer 5. Earl of Angus; sowie Hugh, der als „Kirchenmann“ jedoch nur in Dokumenten seiner Verwandten zu finden ist. Ein möglicher dritter Sohn, Duncan, ist nicht zweifelsfrei belegbar.